# Legény a gáton
A Legény a gáton 1943-ban bemutatott fekete-fehér magyar játékfilm Bán Frigyes rendezésében, Vaszary Piri, Makláry Zoltán, Hajmássy Miklós, Pethes Ferenc és Pethes Sándor főszereplésével.

## Története
Az élhetetlen fiatalember szerelmét és bátorságát bizonyító hőstettel szeretné visszahódítani kiábrándult menyasszonyát. Reális lehetőségek híján vándorszínészeket bérel fel, hogy hegyi rablóbanda képében támadják meg őket kirándulás közben, és hagyják magukat legyőzni. A kiránduló jegyeseket és barátaikat azonban egy valódi rablóbanda támadja meg a hegyekben, miközben az álrablóbanda egy gyanútlan társaság ellen intéz áltámadást. A fiatalember legyőzi a támadókat, az ijedt menyasszony most már elégedetten hajtja fejét bátor vőlegénye vállára.

## Szereposztás
- Csikós Rózsi – menyasszony
- Deésy Mária
- Dési László
- Hajmássy Miklós – rablóvezér
- Juhász József – a menyasszony apja
- Kőváry Gyula
- Makláry Zoltán
- Pethes Ferenc – vőlegény
- Pethes Sándor
- Pálóczi László
- Rév Erzsi
- Vaszary Piri – a menyasszony anyja
- Vándory Gusztáv